# Douglas Trumbull
Douglas Trumbull (Los Angeles, 8 aprile 1942 – Albany, 7 febbraio 2022) è stato un regista, produttore cinematografico ed effettista statunitense, vincitore di due Premi Oscar.
È noto per aver creato gli effetti speciali dei film 2001: Odissea nello spazio (1968), Incontri ravvicinati del terzo tipo (1977), Star Trek (1979) e Blade Runner (1982). È stato inoltre regista di due film importanti per il cinema di fantascienza: 2002: la seconda odissea (Silent Running) del 1972 e Brainstorm - Generazione elettronica (Brainstorm) del 1983.

## Carriera cinematografica
Figlio d'arte, suo padre Donald Trumbull già lavorò negli effetti speciali del film Il Mago di Oz del 1939. La carriera di Douglas inizia negli anni sessanta presso un piccolo studio di produzione di film e animazioni sui voli spaziali, la Graphic Films. In occasione della New York World's Fair, Stanley Kubrick viene attirato da uno dei lavori prodotti da questo studio, e chiede a Trumbull di lavorare per il film 2001: Odissea nello spazio. A Trumbull si devono i mirabolanti effetti speciali nella scena della "porta delle stelle" ("Star Gate"), sequenza che richiese l'uso di una cinepresa rivoluzionaria.
Nel 1971 dirige 2002: la seconda odissea, prodotto dalla Universal con un budget di solo un milione di dollari, un decimo di quello usato per 2001: Odissea nello spazio. Nel film sono impiegate diverse tecniche per effetti speciali già sviluppate per 2001. Parte del film è girato su una portaerei in disuso. Il film riscuote scarso successo al botteghino. In seguito lavora a una serie di progetti per i quali non riuscirà ad ottenere fondi sufficienti. Rimane comunque impegnato per gli effetti speciali dei film Andromeda (1971) e L'inferno di cristallo (1974), sebbene non accreditato per alcune scene girate con la tecnica del blue screen.
Nel 1975, a causa di altri impegni, rinuncia ad un'offerta di George Lucas per gli effetti di Guerre stellari, ma nel 1977 lavorerà agli effetti di Incontri ravvicinati del terzo tipo e il film Star Trek, per il quale Trumbull e il suo team saranno chiamati a realizzare centinaia di effetti speciali in cinque mesi, in tempo per la data di uscita del film prevista. Nel 1981 sarà la volta di Blade Runner, che non potrà portare a termine per mantenere l'impegno per la realizzazione del suo secondo film, Brainstorm generazione elettronica. Il film è concepito come uno showcase per un nuovo formato, lo "Showscan", che utilizza cineprese e proiettori speciali progettati per proiettare una pellicola da 70mm a 60 fotogrammi al secondo. La produzione subirà ritardi a causa della morte della sua protagonista Natalie Wood e la tecnica Showscan non verrà utilizzata nella versione finale. Attualmente la tecnica Showscan può essere visionata al Luxor Hotel di Las Vegas. Dopo questo secondo fallimento, Trumbull si allontana dal mondo di Hollywood per concentrarsi sullo sviluppo di nuove tecnologie per l'industria dello spettacolo come fiere e luna park, tra i quali il Back to the Future Ride degli Universal Studios Theme Park.
Trumbull ha avuto tre candidature agli Oscar per gli effetti speciali dei film Incontri ravvicinati del terzo tipo, Star Trek e Blade Runner. Ha ricevuto il premio Gordon E. Sawyer nel 2011.

## Filmografia

### Produttore
- 2002: la seconda odissea (Silent Running), regia di Douglas Trumbull (1972)
- The Starlost - serie TV, 12 episodi (1973-1974)
- The Starlost: Deception, regia di Joseph L. Scanlan e Ed Richardson - film TV (1980)
- Brainstorm generazione elettronica (Brainstorm), regia di Douglas Trumbull (1983)
- To Dream of Roses regia di Keith Melton (1990)
- In Search of the Obelisk, regia di Douglas Trumbull e Arish Fyzee - cortometraggio (1993)
- L'uomo che uccise Hitler e poi il Bigfoot (The Man Who Killed Hitler and Then the Bigfoot), regia di Robert D. Krzykowski (2018)

### Regista
- 2002: la seconda odissea (Silent Running) (1972)
- Night of Dreams - cortometraggio (1978)
- New Magic - cortometraggio (1983)
- Big Ball - cortometraggio (1983)
- Brainstorm - Generazione elettronica (Brainstorm) (1983)
- Tour of the Universe - cortometraggio (1985)
- Let's Go - cortometraggio (1985)
- Leonardo's Dream (1989)
- Back to the Future... The Ride - cortometraggio (1991) (non accreditato)
- In Search of the Obelisk - cortometraggio (1993)
- Theater of Time - cortometraggio (1996)
- Luxor Live - cortometraggio (1996)

### Aiuto regista
- Star Trek (Star Trek: The Motion Picture), regia di Robert Wise (1979) - regista seconda unità, non accreditato

### Effetti speciali
- 2001: Odissea nello spazio (2001: A Space Odyssey), regia di Stanley Kubrick (1968)
- Candy e il suo pazzo mondo (Candy), regia di Christian Marquand (1968) - sequenze iniziale e finale
- Andromeda (The Andromeda Strain), regia di Robert Wise (1971)
- 2002: la seconda odissea (Silent Running), regia di Douglas Trumbull (1972)
- The Starlost - serie TV, 1x1 (1973) - non accreditato
- L'inferno di cristallo (The Towering Inferno), regia di John Guillermin e Irwin Allen (1974) - non accreditato
- Incontri ravvicinati del terzo tipo (Close Encounters of the Third Kind), regia di Steven Spielberg (1977)
- Star Trek (Star Trek: The Motion Picture), regia di Robert Wise (1979)
- Blade Runner, regia di Ridley Scott (1982)
- The Tree of Life, regia di Terrence Malick (2011)
- Voyage of Time, regia di Terrence Malick (2016)